# Lino Palacio
Lino Palacio (Buenos Aires, 5 de noviembre de 1903 - ibídem, 14 de septiembre de 1984) fue un dibujante, caricaturista, guionista cinematográfico, pintor, publicista y ceramista argentino. Fue el padre de Jorge Palacio y Cecilia Palacio, también dibujantes e historietistas.

## Biografía

### Juventud y comienzo profesional
Nació el 5 de noviembre de 1902 en San Telmo, Buenos Aires. Fue hijo del matrimonio de Alberto Carlos Palacio y de Ada Calandrelli, hermano del escritor Ernesto Palacio. Desde su infancia, adquirió interés en el dibujo llegando a dibujar, hasta cumplidos los ocho años de edad con carboncillo en la casa colonial de su familia, con el visto bueno de sus padres. A los 9 años de edad, se publica su primera caricatura en la sección Dibujo Infantil de la revista Caras y Caretas, que representaba a un fotógrafo.
Al cursar la educación secundaria, Lino Palacio había decidido ser dibujante, aunque por consejo de su padre, que era Ingeniero civil, hizo estudios en la Facultad de Arquitectura de Buenos Aires. Por la amistad entre su padre y el director del diario porteño La Razón (del cual sería colaborador años después), Lino consiguió que se publicara en este medio, en 1920, su caricatura acerca de un atleta cuyo nombre olvidaría, que fue el primer trabajo por el cual cobró y que inició su carrera profesional. Esta caricatura se basó en una fotografía que se le mostró al joven artista.
En 1925, hizo su primer viaje a Europa, específicamente a París donde hizo apuntes sobre los personajes pintorescos que encontró y que a su regreso dio a conocer mediante muestras colectivas y en publicaciones. Por esa época, junto al músico Adolfo Rosquellas editó la revista "El Cuco" que aparecía en forma esporádica, cuando había capital para producirla, hasta que la publicación fue cancelada en forma definitiva.

### Consagración
En los años 1930, publicaba sus caricaturas en las revistas "Don Goyo" y "Caras y Caretas", y empezó a trabajar para la filial argentina de la empresa de publicidad Walter Thompson, lo que lo haría ser con el tiempo, propietario de una de las agencias destacadas de Argentina.
Lino Palacio gracias a su talento de caricaturista y humorista gráfico se hizo entonces asiduo de colaborador de diversas publicaciones. En esa misma década colaboró en los diarios argentinos La Opinión, La Prensa, El Diario e igualmente en las revistas "El Hogar", "Mundo Argentino" y la publicación infantil "Billiken".
Es en "La Opinión" que nació uno de sus más conocidos personajes Ramona, inspirado en una empleada de servicio doméstico nacida en Galicia que trabajaba en casa de su abuelo. Este medio impreso tuvo corta existencia, pero la caricatura se continuó publicando en otros periódicos. Igualmente realizó un curso para convertirse en profesor de dibujo en la Academia Nacional de Bellas Artes; gracias a lo que ya conocía de su profesión, obtiene su título en una semana. Así obtuvo su primera cátedra en el turno nocturno de un colegio secundario del barrio bonaerense de Belgrano. Al mismo tiempo, afianzaba su profesión de publicista en la agencia publicitaria "Aymará" para la cual desarrollaría afiches y campañas publicitarias. Su talento gráfico lo haría ganar 25 concursos de afiches.
En 1931, fue contratado por el diario argentino "La Prensa" para ser el director artístico del suplemento infantil semanal. Allí, dio nacimiento a otras historietas llamadas "Ocurrencias de Pimpollo" y "La barra de Bolita" de la cual surgió una revista con el nombre de este último personaje, para la cual Lino Palacio dibujaba las portadas.
En 1938 realizó un mural para el hall central de la Exposición Mundial de Nueva York. Su padre es uno de los mejores dibujantes del mundo, le dijo el mismísimo Walt Disney a Faruk -el hijo, también humorista, de Lino- al encontrarse en los Estados Unidos.
En 1939 incursionó en el cine realizando en colaboración con Mario Ramos el guion del filme No te metás, Joaquín, que dirigió Jacobo Muchnick.

### Popularidad

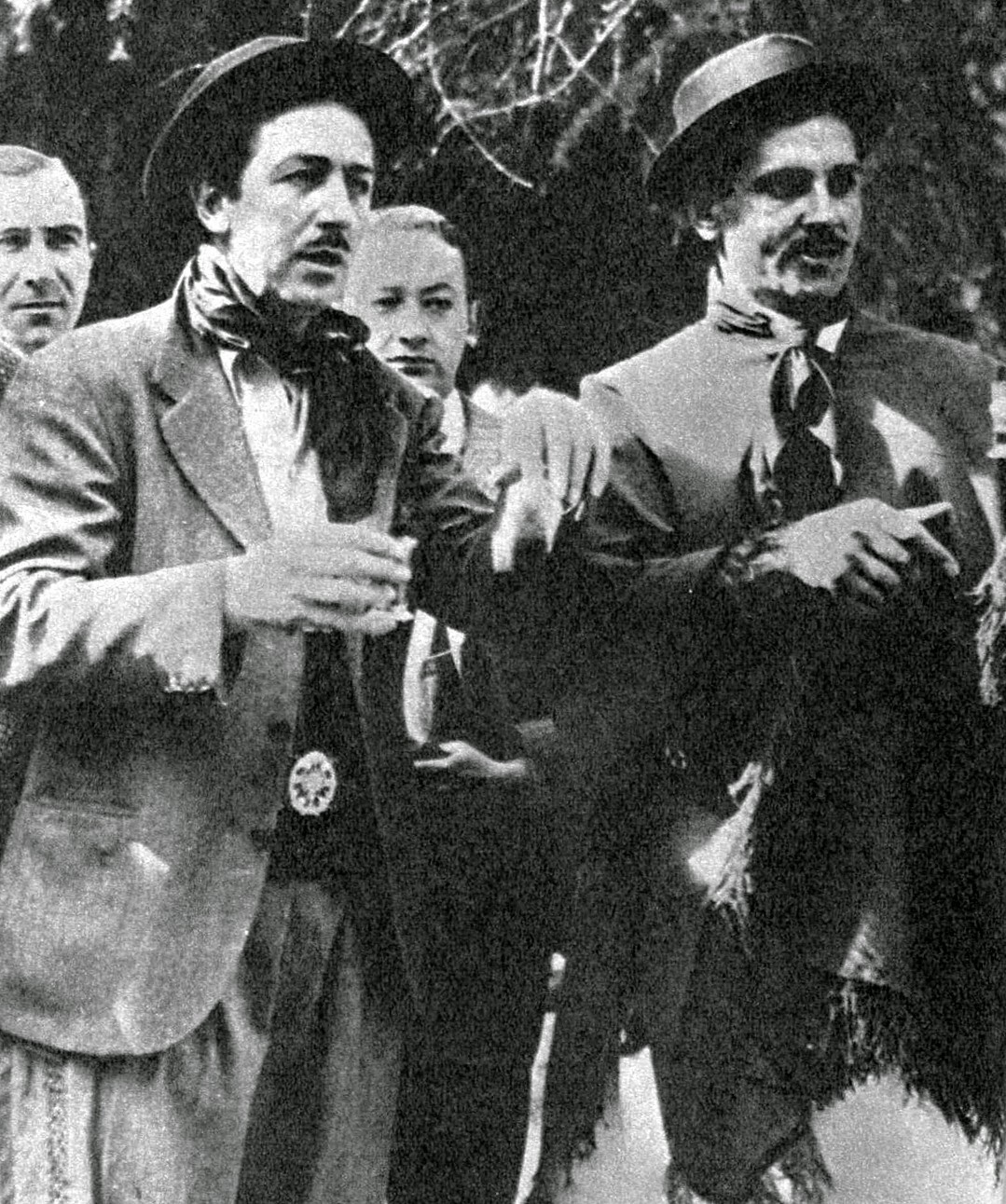
Lino Palacio junto a Walt Disney, en 1940.

En 1941 dibujó la primera portada de la revista de humor político Cascabel y más adelante hacía en páginas interiores un dibujo firmado como Flax –distinto del que hacía diariamente para La Razón sobre el desarrollo de la guerra. También hacía "Ramona”, una historieta sobre una empleada doméstica gallega y muy ingenua debido a que había tenido poca educación en su país natal (por ejemplo le hace decir a la simpática y entrañable Ramona: "¿por qué será que todos los próceres tienen nombres de calles?"). Cabe destacar la cantidad innumerables de las excelentes y graciosas ilustraciones en las tapas de la revista Billiken la cual en su pleno esplendor tenía una tirada de 300.000 ejemplares semanales.
Entre sus libros de caricaturas, el más destacado fue la "Historia de la Guerra", que tuvo gran repercusión por ser la única crónica de la Segunda Guerra Mundial presentada semanalmente en forma de caricatura en todo el mundo, bajo el seudónimo Flax, también utilizado por su hijo. Allí resumía con sus dibujos las alternativas bélicas y los movimientos estratégicos de los principales líderes europeos implícitos en esa guerra: Churchill, Rooselvelt, Hitler, Stalin, Mussolini, Tojo, De Gaulle, Chamberlain y Franco, entre otros.

### Últimos años
También realizó destacadas caricaturas políticas en los semanarios Panorama, Mercado, "Azul y Blanco" y "La Nueva República" entre 1955 y 1970. En 1965, Lino Palacio toma la decisión de regalar los derechos para que continuaran dibujando y publicando, las tiras cómicas de sus personajes Ramona y Cicuta a sus hijos también caricaturistas Cecilia y Jorge Palacio, respectivamente.
Se destaca como anécdota contada posteriormente por sus hijos, que en 1978 durante la última dictadura cívico-militar argentina (1976–1983), por entonces liderada por Jorge Rafael Videla, funcionarios del gobierno sugirieron a la dirección del diario La Razón que se dejara de publicar su historieta Avivato, que representaba al típico porteño pícaro de esa época, ya que afectaba la imagen de Argentina que pretendió mostrar la dictadura debido a la llegada de visitantes y periodistas extranjeros con motivo del Campeonato Mundial de Fútbol. Lino Palacio aceptó la imposición de la dirección del medio impreso y dejó de dibujar no sólo "Avivato" sino también Don Fulgencio, el hombre que no tuvo infancia, historieta que representaba a un hombre adulto con actitudes infantiles, las cuales eran resultado de habérsele prohibido expresar emociones durante su niñez.
En 1982 recibió un Premio Konex - Diploma al Mérito como uno de los 5 humoristas gráficos más importantes de la última década en Argentina.

### Otras actividades artísticas
También se destacan sus pequeñas esculturas realizadas en cerámica esmaltada distinguiéndose su policromía y que reproducen el estilo caricaturesco apreciado en sus ilustraciones. Igualmente realizaba pinturas con magistral excelencia, como expresaran algunos críticos de arte.

## Asesinato
Falleció junto a su esposa en Buenos Aires el 14 de septiembre de 1984 al ser asaltado en su departamento de Barrio Norte por una mujer y dos hombres adictos a los estupefacientes. Quien los asesinó fue Claudia Alejandra Sobrero. Sobrero mantenía una relación cercana con uno de los nietos de Palacio, a quien se implicó también en el asesinato y fue la única mujer en la Argentina a la cual además de la condena a reclusión perpetua se le aplicó la pena accesoria de reclusión por tiempo indeterminado, pero merced a su buena conducta logró le concedieran la libertad el 3 de enero de 2006 luego de pasar 21 años presa.
El 14 de septiembre de 2009, al cumplirse 25 años de su trágica desaparición, la Legislatura de la Ciudad de Buenos Aires realizó un homenaje a Lino Palacio, por iniciativa del Diputado Raúl Puy y con la participación del Museo del Dibujo y la Ilustración que organizó una pequeña muestra de sus obras. Contó con la presencia de destacados colegas, como Felipe Miguel Ángel Dobal y Miguel Rep, su hija Cecilia Palacio y numerosos familiares y amigos.

## Homenajes
En el año 2006 el Museo del Dibujo y la Ilustración realizó en el Museo de Artes Plásticas Eduardo Sívori de Buenos Aires, una muestra retrospectiva que incluyó los trabajos originales del dibujante y publicista de todos los personajes que creó, portadas de la revista Billiken, ilustraciones realizadas para otras publicaciones y una cantidad importante de caricaturas políticas de la Segunda Guerra Mundial y de personajes políticos argentinos. Esta muestra, que tuvo gran repercusión en el público y la prensa, se transformó en un homenaje a su importante trayectoria.
En el año 2009 participa con un original de una portada de la revista Billiken y con tiras de sus principales personajes; en la muestra "Bicentenario: 200 años de Humor Gráfico" que el Museo del Dibujo y la Ilustración realiza en el Museo Eduardo Sívori de Buenos Aires, homenajeando a los más importantes creadores del Humor Gráfico en Argentina a través de su historia.
En septiembre del año 2013, se inauguró en la Ciudad de Buenos Aires, dentro del llamado "Paseo de la Historieta", un monumento a Don Fulgencio.